# Przytocko
Przytocko (deutsch Pritzig, kaschubisch Przëtockò) ist ein Dorf in der polnischen Woiwodschaft Pommern. Es liegt in der Stadt-und-Land-Gemeinde Kępice (Hammermühle) im Powiat Słupski (Stolper Kreis).

## Geographische Lage
Das Kirchdorf liegt in Hinterpommern, etwa 14 Kilometer südlich von Kępice, 41 km südlich von Słupsk (Stolp) und 121 km westlich von Danzig am westlichen Ufer der Studnica (Stüdnitz).

## Geschichte

Pritzig, nordnordwestlich von Rummelsburg und links der Stüdnitz, auf einer Landkarte von 1915

Ältere Namensformen sind Pritzke (1494), Pretzke (1517), Priske (1523) und ab 1755 Pritzig. Das Gut Pritzig war ehemals ein altes Lettowsches Lehen. 1423 wird der Ort zum ersten Mal urkundlich erwähnt. 1628 werden drei Rittersitze genannt: Lukas, Klaus und Peter Lettow, 1655 sind es vier: Klaus, Anton, Hermann Jürgen und Christian.
1717 bestand Pritzig aus drei Teilen, deren Besitzer Joachim Georg von Below, Christian Erdmann von Lettow und Klaus Lorenz von Lettow waren. Es gab vier Bauern und vierzehn Kossäten.
1736 erwarb der Hofgerichtsrat und spätere Landrat Otto Felix Friedrich von Kameke nacheinander die drei Anteile an Pritzig; er wurde 1743 mit Pritzig belehnt. Doch verkaufte er Pritzig zusammen mit Klein Reetz 1766 an seinen Bruder, den Hauptmann Georg Albrecht von Kameke.
1784 waren in Pritzig elf Bauern, sechs Kossäten und eine Schmiede vorhanden. Damals war Georg Albrecht von Kameke Eigentümer auf Pritzig. Nach wechselnden Besitzverhältnissen gelangte es schließlich 1898 an den Rittergutsbesitzer Friedrich von Grünberg zu Bruchhof bei Falkenburg.
1812 waren in Pritzig 195 Einwohner registriert. Ihre Anzahl stieg bis 1843 auf 316, betrug 1871 bereits 373, sank bis 1905 auf 340 und bis 1925 auf 402.
Anfang des 19. Jahrhunderts wurden die Vorwerke Oberfier, Lischberg und Lattenkaten angelegt, das bereits vorhandene Vorwerk Poggensill kam zu Klein Schwirsen. 1871 entstand noch der Ausbau Klarie, der aber schon 1905 wieder eingegangen war. Bei der Neuordnung 1928 kam das Vorwerk Lischberg zu Selberg B und Lattenkaten zu Reetz.
Anfang der 1930er-Jahre hatte die Landgemeinde Pritzig stand ein Gemeindevorsteher vor, der keinen eigentlichen Sitz hatte. Die Gemeinde Pritzig eine Flächengröße von 18 km². Innerhalb der Gemeindegrenzen standen zusammen 72 bewohnte Wohnhäuser an sechs verschiedenen Wohnstätten:
1. Bahnhof Pritzig
2. Forsthaus Henriettenthal
3. Forsthaus Luisenthal
4. Oberfier
5. Pritzig
6. Pritziger Mühle

Um 1935 gab es im Dorf Pritzig unter anderem einen Gasthof, ein Bankgeschäft, eine Branntweinbrennerei, eine Gärtnerei, eine Mühle, eine Schmiede und eine Viehhandlung. 1939 hatte die Landgemeinde 352 Einwohner.
Vor 1945 gehörte Pritzig zum Landkreis Rummelsburg im Regierungsbezirk Köslin der preußischen Provinz Pommern des Deutschen Reichs und war Sitz des gleichnamigen Amtsbezirks.
Gegen Ende des Zweiten Weltkriegs wurde Pritzig Anfang März 1945 von der Roten Armee besetzt. Anschließend wurde Pritzig zusammen mit ganz Hinterpommern von der Sowjetunion der Volksrepublik Polen zur Verwaltung überlassen. Es begann nun allmählich die Zuwanderung von Polen. Der Ortsname Pritzig wurde zu „Przytocko“ polonisiert. Anders als in den übrigen polnisch verwalteten Gebieten verblieben viele Einheimische nach 1945 im Dorf, weil sie Zwangsarbeit auf den Gütern verrichten mussten. 1948 wurde eine deutschsprachige Dorfschule gegründet. Als die Ausreisepolitik von der polnischen Administration gelockert wurde, verließen die meisten einheimischen Dorfbewohner bis 1958 ihre Heimat und siedelten in die Bundesrepublik Deutschland um, und die Dorfschule schloss.
Das Dorf ist heute ein Teil der Gmina Kępice im Powiat Słupski in der Woiwodschaft Pommern (1975 bis 1998 Woiwodschaft Stolp). Heute leben hier mehr als 300 Einwohner.

## Kirche

### Pfarrkirche
1737 wurde an der Stelle einer verfallenen Vorgängerkirche das heutige Gotteshaus errichtet. 1743 wurde die Inneneinrichtung hergestellt. Doch 1795 bereits wurde der schlechte Zustand der Kirche bemängelt.

### Kirchspiel bis 1945
Vor 1945 war die Bevölkerung von Pritzig fast ausnahmslos evangelischer Konfession. Vor der Einführung der Reformation bis zu ihrer Verselbständigung am 28. Oktober 1575 gehörte die Gemeinde zum Kirchspiel Groß Schwirsen.
Am 1. November 1631 wurde die Kirchengemeinde Plötzig, die bis dahin mit der Kirchengemeinde Wussow (Osowo) verbunden war, in das Kirchspiel Pritzig verlegt. Ursprünglich zur Synode Schlawe (Sławno) gehörig war die Parochie Pritzig bis 1945 Teil des Kirchenkreises Rummelsburg (Miastko), dessen Superintendenten zuletzt die Geistlichen in Pritzig waren. Es gehörte zum Ostsprengel der Kirchenprovinz Pommern in der Kirche der Altpreußischen Union.
Seit 1690 wurden in Pritzig Kirchenbücher geführt. 1711 brannten die Pfarrgebäude nieder, der damalige Pfarrer Schmid starb – laut Chronik – „vor Schreck und Kummer“. Sein Sohn, der die Pfarrstelle 1713 übernahm, musste lange bei den Kirchenpatronen – alle drei Monate wechselnd – wohnen.
1940 zählte das Kirchspiel Pritzig 1186 Gemeindeglieder, die in den Ortschaften Pritzig, Klein Reetz, Misdow B, Plötzig  und Reetz wohnten. Das Kirchenpatronat hatten die Besitzer der im Kirchspiel liegenden Rittergüter inne.
Ds katholische Kirchspiel war in Rummelsburg i. Pom.

### Kirchspiel seit 1946
Die seit 1945 und Vertreibung der Einheimischen hier lebende polnische Dorfbevölkerung ist mehrheitlich katholischer Konfession. Der Ort gehört zur Kirchengemeinde Płocko (Plötzig), die ihrerseits Filialgemeinde in der Pfarrei Biesowice (Beßwitz) im Dekanat Polanów (Pollnow) im Bistum Köslin-Kolberg der Katholischen Kirche in Polen ist. 
Hier lebende evangelische Kirchenglieder sind dem Kirchspiel der Kreuzkirche in Słupsk (Stolp) in der Diözese Pommern-Großpolen der Evangelisch-Augsburgischen Kirche in Polen zugeordnet. Die nächstgelegene Filialkirche ist die Dorfkirche in Wołcza Wielka (Groß Volz).

### Pfarrer bis 1945
Als evangelische Geistliche amtierten in Pritzig:
| - Leonhard Gastmeister (in Groß Schwirsen ansässig) - Joachim Geneke, 1572–1612 - Kaspar Zwinger, (1631) - Jakob Meyer, (1670) - Martin Schmid, 1689–1711 - Martin Friedrich Schmid (Sohn von 5.), 1713–1717 - Martin Stryck, 1717–1751 - Georg Friedrich Wolf, 1752–1758 - Johann Friedrich Knorr, 1759–1767 | - Johann Georg Morgen, 1768–1775 - Michael Friedrich Kumme, 1775–1777 - Georg Bogislaw Gottel, 1777–1787 - Laspar Friedrich Weber, 1787–1795 - Johann Georg Lübbeke, 1795–1830 - Johann Wilhelm Hunger, 1832–1847 - Eduard Wilhelm Lindemann, 1848ä1864 - Karl Hermann Robert Gäbler, 1863–1892 - Kurt Müller, 1893–1932 (Superintendent) - Friedrich Dittmar, 1932–1945 (Superintendent) |

## Schule
Eine Schule gab es in Pritzig bereits 1718, damals von Lehrer Michael Martin Niedermeyer geführt. 1737 wurde von einem undichten Schulhaus berichtet, 1755 aber wurde die Schule „gut“ genannt. 1785 erhielt das Dorf ein neues Schulgebäude.
1813 wurden hier 36 Schulkinder unterrichtet. 1937 unterrichtete ein Lehrer 56 Schülerinnen und Schüler.

## Verkehr

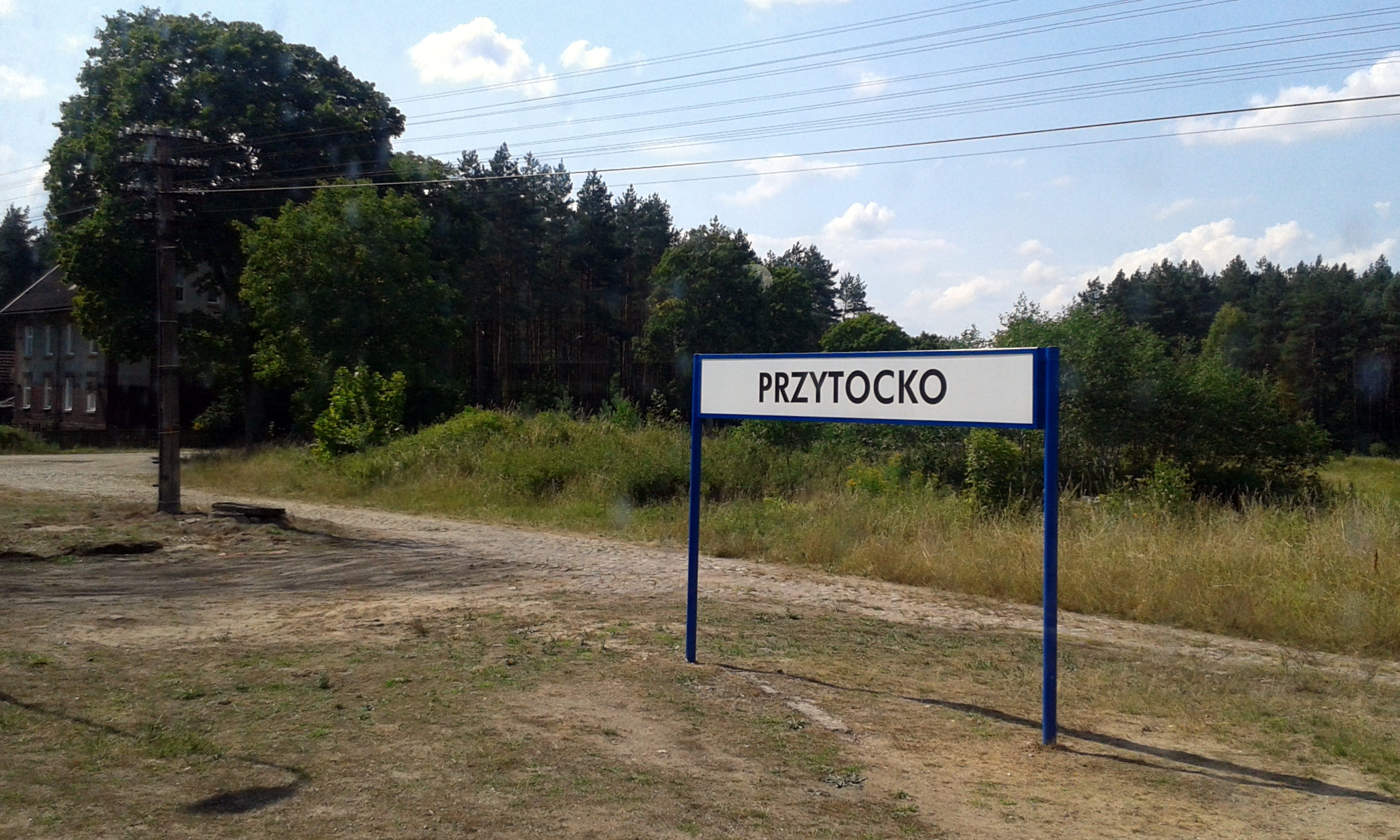
Eisenbahn-Haltestelle (2015)

Von der Woiwodschaftsstraße 206 zwischen Miastko (Rummelsburg) und Polanów (Pollnow) zweigt bei Biała (Bial) eine Nebenstraße nach Norden ab, die direkt nach Przytocko und weiter bis Pustowo (Püstow) und Mzdowo (Misdow) an der Woiwodschaftsstraße 208 führt. In Przytocko selbst endet eine von Rzeczyca Wielka (Reetz) kommenden Verbindungsstraße.
Seit 1878 ist Przytocko Bahnstation an der heute von Piła (Schneidemühl) nach Ustka (Stolpmünde) führende Bahnstrecke 405 der Polnischen Staatsbahn (PKP).

## Persönlichkeit
- Hans-Bernhard von Grünberg (1903–1975), Staatswissenschaftler, NSDAP-, DRP- und NPD-Mitglied